# 愚行
| ウィキペディアには「愚行」という見出しの百科事典記事はありません（タイトルに「愚行」を含むページの一覧/「愚行」で始まるページの一覧）。 代わりにウィクショナリーのページ「愚行」が役に立つかもしれません。 |